# Servizio sociale ebraico
Il servizio sociale ebraico è l'insieme di organizzazioni, attori e metodi finalizzati a venire incontro ai bisogni ed alle condizioni di disagio della popolazione ebraica.

## Storia
Le origini del servizio sociale ebraico risalgono ai primi stanziamenti degli emigranti ebrei negli Stati Uniti d'America nel XIX secolo favorito dalle persecuzioni religiose avviate in Europa e in Asia, specialmente in Russia (Pogrom). A seguito di ciò, gli stessi ebrei crearono degli uffici di assistenza con il compito di accogliere i nuovi giunti e di provvedere loro le prime necessità della vita. Lentamente i servizi aumentarono sino a prevedere ampi programmi di assistenza da parte anche del governo a partire dal 1929.
La prima Conferenza fu stabilita a Boston nel 1895. Oltre alle sedi locali vi era un consiglio a livello superiore che coordinava l'attività su almeno cinque città. Al 1940 si contavano 84 uffici che offrivano assistenza a 6286 persone per un totale di budget di circa due milioni di dollari. Uno dei compiti di maggiore interesse era l'assistenza minorile ai delinquenti, specialmente quelli che vivevano fuori di casa e che erano accolti in appositi istituti .
Il concetto di servizio sociale “ebraico” è basato sul principio talmudico di carità inteso come processo teso a determinare l'autonomia dell'utente. Nonostante ciò al 1940 solo il 30,2% di anziani su 5500 in stato di indigenza aveva una propria casa. A New York vi era anche un Banco dei prestiti aperto anche a persone non necessariamente di estrazione ebraica, con tassi di interesse dell'1 o 2% .
Il servizio sociale ebraico godeva anche di uno sperimentale, e quanto mai efficiente, sistema di assistenza sanitaria per un totale di 58 ospedali dislocati nell'Unione tra cui quattro cronicari e due istituti ostetrici presso i quali erano impiegati operatori specializzati che svolgevano il proprio lavoro di concerto con gli assistenti sociali municipali.
La maggior parte di pazienti che si rivolgeva all'assistenza erano tisici, di tutti gli ospedali in questione, però, solo un terzo effettuava assistenza gratuita. L'organizzazione era strutturata in base ad un comitato nazionale con sede presso le Nazioni Unite che rappresentava «la guida spirituale, culturale e solidale del Jewry» e che ccordinava l'assistenza dei feriti o dei militari ebrei impegnati in guerra. In seguito all'avvento del nazismo, fu creato anche un “servizio rifugiati” che prevedeva l'assistenza ad oltre 200000 immigrati, specialmente tedeschi, sfuggiti alle persecuzioni, per un budget totale di oltre quattro milioni di dollari.
Il servizio sociale ebraico, come su detto, fu particolarmente attivo nel campo della delinquenza minorile offrendo un sistema di circa 40 istituti di accoglienza e di ben 328 centri sociali per un totale di circa 435000 minori coinvolti che espletavano attività ricreative, sportive e religiose. Inoltre, nel periodo estivo si poteva andare in apposite colonie marittime per dare la possibilità anche a questi piccoli ospiti di poter beneficiare di una vacanza che, a causa delle precarie condizioni economiche, non si potevano permettere.
Nei piccoli centri il personale era in maggior parte volontario, ma nelle grandi strutture non capitava di rado di trovare del personale stipendiato, magari diplomato presso apposite scuole. Nel 1899 fu fondata la “Prima Conferenza Nazionale di Welfare Ebraico”, insieme alla pubblicazione di un periodico. Nel 1932 fu anche organizzata una Conferenze Internazionale di Servizio Sociale a Londra.